# Arsenio Hall
Arsenio Hall (Cleveland, 12 de fevereiro de 1956) é um apresentador,comediante,  ator, dublador, roteirista, produtor e ativista americano. Ele é mais conhecido por apresentar o The Arsenio Hall Show, um talk show noturno que foi exibido de 1989 a 1994, e novamente de 2013 a 2014.
Hall também é conhecido por seus múltiplos papéis como Semmi, o barbeiro Morris e o Reverendo Brown na comédia Um Príncipe em Nova York (1988), ao lado de Eddie Murphy. Ele reprisou seus personagens na sequência de 33 anos depois, Um Príncipe em Nova York 2 (2021).

## Filmografia
- The 1/2 Hour Comedy Hour (1983) - Apresentador
- Thicke of the Night (1983) - Ele mesmo (1984)
- New Love, American Style (1985)
- The Motown Revue Starring Smokey Robinson (1985)
- Solid Gold (1980) - Ele mesmo (1986–1987)
- The Real Ghostbusters (1986–1987) - Winston Zeddemore (voz)
- The Late Show (1986) - Apresentador (1987)
- Amazon Women on the Moon (1987) - Vítima no apartamento
- Uptown Comedy Express (1987)  - Ele mesmo
- Coming to America (1988) - Semmi / Garota extremamente feia / Barbeiro Morris / Reverendo Brown
- Harlem Nights (1989) - Reggie
- Comic Relief III (1989) (TV) - Ele mesmo
- Paula Abdul: Straight Up (1989) - Ele mesmo
- The Arsenio Hall Show (1989–1994) - Apresentador
- Time Out: The Truth About HIV, AIDS, and You (1992) - Apresentador
- Blankman (1994) - Ele mesmo
- Arsenio (1997) - Michael Atwood
- Martial Law (1998) - Terrell Parker
- Star Search (2003–2005) - Apresentador
- Chappelle Show (2003) - Ele mesmo
- The Naked Brothers Band: The Movie (2005) - Ele mesmo
- Scooby Doo! Pirates Ahoy! (2006) - Capitão Crothers (voz)
- The Proud Family Movie (2005) - Dr. Carver / Bobby Proud (voz)
- Flavor of Love 3 (2008) - Ele mesmo
- Igor (2008) - Carl Cristall (voz)
- Brothers (2009) (TV) - Ele mesmo
- Black Dynamite (2009) - Tasty Freeze
- Tosh.0 (2010) - Ele mesmo
- Sandy Wexler (2017) - Ele mesmo
- All About The Washingtons (2018) - Ele mesmo/2 episódios
- Coming 2 America (2021) - Semmi / Xamã Baba / Barbeiro Morris / Reverendo Brown

## Na cultura popular
- Arsenio é referenciado no episódio "Monk Goes on the Radio" da série de televisão Monk em que um dos personagens diz que “Arsenio Hall é totalmente hilário” .
- No início de Hot Shots! 2, Sadam assiste ao talk show de Hall na televisão por alguns segundos.
- No filme Ghost, a personagem de Whoopi Goldberg e suas irmãs também assistem ao talk show.
- Na série Happy Endings, um personagem se veste de Arsenio Hall no Halloween (temporada 1, episódio 3).
- Na série This is Us, Randall faz referência a Arsenio Hall e no final do episódio toda a família se reúne para assistir ao talk show na televisão (temporada 4, episódio 3).

## Prêmios e honrarias

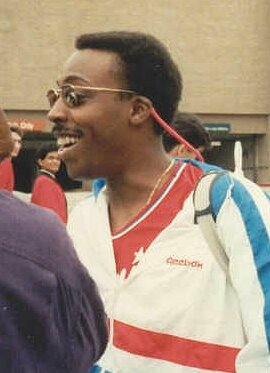
Hall no Emmy, em 1989

- Prêmio NAACP Image de Melhor Ator Coadjuvante em um Filme (Coming to America)
- Prêmio de comédia americana de 1989 para o ator coadjuvante mais engraçado em um filme (Coming to America)
- Hall recebeu um título honorário de Doutor em Letras Humanas da Central State University, em Ohio, primavera de 1992[4]